# جون كشلي
جون كشلي (بالإنجليزية: John Cushley)‏ (21 يناير 1943 في المملكة المتحدة - 24 مارس 2008 في المملكة المتحدة) هو لاعب كرة قدم بريطاني في مركز الدفاع. لعب مع دونفرملين أثلتيك ونادي دمبرتون ونادي سلتيك ووست هام يونايتد وBlantyre Celtic F.C. ‏.

## وصلات خارجية
- جون كشلي على موقع قاعدة بيانات كرة القدم.إي يو (الإنجليزية)